# 曹星如
曹星如（英語：Rex Tso Sing Yu，1987年7月15日—），香港首位職業西洋拳拳擊手，左撇子，為2012年亞洲洲際金腰帶得主。職業生涯錄得22連勝，被傳媒冠以「神奇小子」的外號。2017年1月2日，國際拳擊賽主辦單位「世界拳擊組織（WBO）」公佈2016年12月的拳手排名，曹星如登上超蠅量級（115磅）拳手第一位，亦是第一位能達到該個排名的香港拳手。

## 拳擊生涯
曹星如生於香港，出身自拳擊世家，畢業於仁濟醫院何式南小學以及可藝中學（嗇色園主辦），約於12至13歲起接觸拳擊運動，其後3次贏奪香港業餘比賽冠軍。轉任職業身份後，於首次參加的比賽──2011年9月舉行的世界性職業拳擊賽，即勝利，及後於2012年12月11日舉行的12回合世界拳擊理事會亞洲洲際金腰帶賽事中經歷10個回合激戰後，以T.K.O.吉爾吉斯拳擊手沙利夫，贏奪金腰帶，取得職業賽八連勝。
早在曹星如出道之前，認識拳擊運動的人更是寥寥可數。。2013年7月27日，曹星如首次出戰Top Rank拳賽，在澳門威尼斯人金光綜藝館出戰皇金拳賽II，經過6個回合賽事，以點數兩勝一和戰勝泰國拳擊手魯里沙莫，取得職業賽十連勝，並且贏得9,000美元獎金。同年11月24日，曹星如在澳門威尼斯人舉行的拳賽金光決戰，與比較他年青4年的泰國拳擊手施迪安對戰，於首回合僅2分29秒就T.K.O.對手，取得職業生涯11連勝，該次獎金倍增至18,000美元。
2015年3月5日，曹星如與美國拳擊推廣公司Top Rank簽約成為當中一分子，為期兩年，共打5場拳賽，酬勞估計達300萬港元。首場賽事為於同月7日在澳門挑戰菲律賓籍對手恩里克斯（Michael Enriquez，10勝2和1負，6KOs），爭取世界拳擊協會國際級腰帶，結果獲3位評判一致裁定曹星如以點數擊敗對手，取得職業生涯16連勝。
2017年1月3日，曹星如在最新的WBO（世界拳擊組織）最新超蠅量級世界排名升上第1位，由於拳王不計算在世界排名內，實際上不算超蠅量級世界一哥 (WBO世界金腰帶得主為日本的井上尚彌)。
2018年11月30日，曹星如賽後宣佈轉戰業餘，目標代表香港參加2020年東京奧運。
2020年3月，曹星如於約旦舉行「東京奧運拳擊亞洲及大洋洲區資格賽」8強戰中，以0：5不敵應屆世界業餘拳擊錦標賽冠軍、烏茲別克的米薩夏利諾夫（Mirazizbek Mirzakhalilov）。轉戰負方賽並與其餘3個8強落敗的拳手爭奪餘下兩個資格。在負方賽中，再以0：5不敵伊朗的薩巴卡殊（Daniyal Shahbakhsh）未能以亞大區前6名拳手之一的身份獲取2020年東京奧運的入場券，只能寄望透過遺材賽爭取東奧列車，惟因疫情暫時押後。
2021年2月，國際奧委會宣佈，因疫情取消原定6月在巴黎舉行的終極外圍賽，改以世界排名分配53張拳擊入場券，未有參戰世界賽等大賽的曹星如，變相失去征奧的機會。
2021年9月，曹星如於中國舉行的全運會中，在5位裁判一致判決下，以0：5全敗不敵煤礦體協代表王鑫炎，於男子57公斤級16強止步。
2023年9月，曹星如于中国举行的亚运会中，以0：5全败不敌泰国选手，于男子57公斤级32强止步。
2024年3月，曹星如於意大利出戰首站世界奧運資格賽，惟在男子57公斤級首圈以點數2：3不敵安哥拉隊的高美斯出局。他只能待5月的泰國世界奧運資格賽中，爭取最後3個名額中的其中1席。
2024年5月，曹星如於泰國出戰壓軸一輪世界資格賽，在男子57公斤級以點數1：4不敵阿塞拜疆Shamil Askerov無緣巴黎奧運。

## 家庭生活
曹星如出身自拳擊世家，其父曹樹仁為7屆香港拳擊冠軍和香港亞洲運動會拳擊代表隊隊員，其二哥曹聲揚為4屆香港冠軍。
2015年1月2日，與拍拖多年的女友阿嵐結婚。

## 生涯戰績
記錄來源：Boxrec.com
| 紀錄 | 日期           | 賽事                 | 地點                   | 對手     | 結果   |
| ---- | -------------- | -------------------- | ---------------------- | -------- | ------ |
| 1-0  | 2011年9月22日  | 香港TNF第1屆職業拳賽 | 香港九龍灣國際展貿中心 | 韋憲錢   | U.D.   |
| 2-0  | 2011年10月25日 | 中國昆明職業拳賽     | 中国宜良县             | 不詳     | K.O.   |
| 3-0  | 2011年11月24日 | 菲律賓職業拳賽       | 菲律賓                 | 巴查路查 | T.K.O. |
| 4-0  | 2012年1月28日  | 菲律賓職業拳賽       | 菲律賓加洛坎市         | 保連奴   | U.D.   |
| 5-0  | 2012年2月19日  | 菲律賓職業拳賽       | 菲律賓                 | 真拿     | T.K.O. |
| 6-0  | 2012年4月26日  | 香港TNF第2屆職業拳賽 | 香港九龍灣國際展貿中心 | 陞加巴剎 | T.K.O. |
| 7-0  | 2012年5月5日   | 新加坡飛龍職業拳賽   | 新加坡濱海灣金沙       | 薛猜峰   | U.D.   |
| 8-0  | 2012年12月11日 | 香港王者之戰         | 香港會議展覽中心       | 沙利夫   | R.T.D. |
| 9-0  | 2013年5月28日  | 香港冠軍之夜         | 香港會議展覽中心       | 陞溫猜   | K.O.   |
| 10-0 | 2013年7月27日  | 澳門皇金拳賽II       | 澳門金光綜藝館         | 沙莫     | M.D.   |
| 11-0 | 2013年11月24日 | 澳門金光決戰         | 澳門金光綜藝館         | 施迪安   | T.K.O. |
| 12-0 | 2014年2月22日  | 澳門皇金爭霸戰       | 澳門金光綜藝館         | 松山真虎 | K.O.   |
| 13-0 | 2014年5月31日  | 澳門金光羽戰         | 澳門金光綜藝館         | 諾查剎   | U.D.   |
| 14-0 | 2014年7月19日  | 澳門皇者之戰         | 澳門金光綜藝館         | 巴賈瓦   | K.O.   |
| 15-0 | 2014年11月23日 | 澳門金光決戰II       | 澳門金光綜藝館         | 沙保     | U.D.   |
| 16-0 | 2015年3月7日   | 澳門金沙激戰         | 澳門金光綜藝館         | 恩克里斯 | U.D.   |
| 17-0 | 2015年7月18日  | 澳門威尼斯人爭霸戰   | 澳門金光綜藝館         | 威沙烏   | T.K.O. |
| 18-0 | 2015年8月29日  | 香港冠軍之夜II       | 香港會議展覽中心       | 畢荷伊   | T.K.O. |
| 19-0 | 2016年5月14日  | 王者對決             | 香港會議展覽中心       | 裴永吉   | T.K.O. |
| 20-0 | 2016年10月8日  | 勇者對決             | 香港會議展覽中心       | 前川龍斗 | U.D.   |
| 21-0 | 2017年3月11日  | 王者對決二           | 香港會議展覽中心       | 向井寛史 | K.O.   |
| 22-0 | 2017年10月7日  | 王者對決3            | 香港會議展覽中心       | 河野公平 | T.D.   |

註釋：

R.T.D. - 對手退出

T.K.O. - 技術性擊倒

K.O. - 擊倒

U.D. - 點數勝出（三位裁判一致判勝）

M.D. - 點數勝出（兩位裁判判勝，一位裁判判和）

S.D. - 點數勝出（兩位裁判判勝，一位裁判判負）

N.C. - 無結果

Draw - 和局

## 世界排名
世界拳擊協會 (The World Boxing Association, WBA) — 第七位 (2015.07) （页面存档备份，存于）
世界拳擊組織 (The World Boxing Organization, WBO) — 第一位 (2017.11)（页面存档备份，存于）
世界拳擊理事會 (The World Boxing Council, WBC) — 第十二位 （页面存档备份，存于）
國際拳擊聯合會 (The International Boxing Federation, IBF) — 第四位 (2017.11)

## 廣告代言
- Nike贊助運動員
- 2013年6月，曹星如接拍了大家樂快餐店廣告，公開表示自己跟「重鎚雜扒鐵板」系列同樣重分量[22]。
- 華為智能手機代言人：
  - 華為Honor 6 (2014)
  - 華為Honor 6 Plus (2015)
  - 華為Mate 8 (2016)
  - 華為Mate 9 (2016)
  - 華為Mate 9 Pro (2016)
  - 華為P10 (2017)
  - 華為P10 Plus (2017)
  - 華為 MateBook (2017)
- VICTORINOX SWISS ARMY I.N.O.X. 腕錶代言人：
  - I.N.O.X. RED (2015)
  - I.N.O.X. PARACORD (2015)
  - I.N.O.X. STEEL BRACELET (2015)
  - I.N.O.X. TITANIUM (2016)
- 葡萄適 SPORT 運動飲品代言人 (2016)
- 渣打「分期貸款」結餘轉戶計劃 (2016)
- 美國萬通成立165周年紀念 (2016)
- 李施德林 × 曹星如 — 「堅持擂台賽」 (2016)
- 香港國際機場 — 「我的世界擂台」 (2016)
- 太興飲食集團代言人 (2017)
- 百蘭氏 — 「好精神　送畀香港人」 (2017)
- 蘇寧鐳射 — 「每個男人，都應該有一份蘇寧精神」(2017)
- 無綫電視春節賀年宣傳片 — 「香港人戰無不勝」(2017)
- UBER — 「信UBER　與香港人一起進步」 (2017)
- 香港寬頻 — 「#StartfromLimit / 4合1寛頻娛樂組合 月費低至$228」[23](2017)
- NIKE — 「JUST DO IT — 贏唔贏無人知 博到盡我話事」 (2017)
- 美國萬通 — 「目標必達終身年金保」 (2017)
- 益節 — 「撐起全面更動力」 (2019)

## 慈善活動
- 東華三院145周年誌慶「萬大善事有東華」 — 復康服務—東華善事大使 (2015)
- 香港小童群益會童心競賽 (2015)
- Hotmeal開飯服務 — 基督教愛羣社會服務處 星級愛心慈善義賣 (2016)
- 兒童心臟基金會2016心連心慈善步行 — 心體力行　預見更好的自己—慈善步行之星 / 心連心起步大使 (2016)
- 華懋慈善行 (2017)
- 華懋心連心光明行[24](2017)
- 點滴是生命揹水一戰2017 — 另一個我　創造另一個可能—揹水大使 (2016)
- 凝動香港體育基金 — 凝動大使 (2015[25],2017)

## 訪問

### 電視節目
- 2013年：無綫電視《體育世界》訪問
- 2013年：無綫電視《東張西望》訪問
- 2014年：無綫電視《今日VIP》訪問
- 2014年：無綫電視《好在一個人》訪問
- 2014年：無綫電視《別有動天》訪問
- 2015年：HKonlineTV Sports《交俾你講體育喇 伍家謙》之曹星如的一天 訪問
- 2015年：無綫電視《東張西望》訪問
- 2021年：香港電台《鏗鏘說》訪問

### 電台節目
- 2013年：商業電台《口水多過浪花》訪問
- 2014年：商業電台《在晴朗的一天出發》訪問
- 2016年：商業電台《在晴朗的一天出發》訪問
- 2016年：香港電台《十項全能》訪問
- 2016年：數碼電台《最好的時光》訪問
- 2016年：商業電台《雲常開》訪問
- 2016年：商業電台《口水多過浪花》之健康Do呢啲 訪問

## 曾獲獎項
- Cosmopolitan — 人氣健康大使 (2016)
- 東TOUCH — Icon of the Year (2016)
- 香港體育記者協會2016年度傑出香港運動員頒獎典禮暨午宴 — 最佳男運動員 (2017)
- 香港體育記者協會戊戌年春茗暨銀河娛樂香港體育記者協會2017年度傑出香港運動員頒獎典禮 — 銀河娛樂香港最佳男運動員 (2018)